# Paus Innocentius IX
Paus Innocentius IX, geboren als Giovanni Antonio Facchinetti (Bologna, 20 juli 1519 – Rome, 30 december 1591) was paus van 29 oktober tot 30 december 1591.

## Biografie
Als jongeling studeerde hij rechten in zijn geboortestad Bologna. Na zijn graduaat in 1544 werd hij secretaris van kardinaal Alessandro Farnese te Avignon. In 1560 werd hij benoemd tot bisschop van Nicastro door paus Pius IV en nam zo deel aan het Concilie van Trente.
Om gezondheidsredenen legde hij in 1575 zijn bisschopsambt neer en kreeg daarna van paus Gregorius XIII de eretitel van Latijns patriarch van Jeruzalem. Later, in 1583, werd hij nog verheven tot kardinaal. Voor de eveneens met zijn gezondheid sukkelende paus Gregorius XIV werd hij in 1590 deels zijn staatssecretaris.

## Pontificaat
Na 2 dagen conclaaf (okt.1591) werd kardinaal Giovanni Facchinetti, ondanks zijn zwakke gezondheid, tot paus verkozen. Hij koos de naam Innocentius IX. Na twee maanden stierf hij. 
Cursief: tegenpaus